# Neuenburg Atomics
Der Neuenburg Atomics Baseball- und Softballclub e. V. ist ein Verein aus Neuenburg am Rhein. Gegründet wurde der Verein 1995 als Unterabteilung des FC Neuenburg. Im Dezember 1997 wurden die Atomics dann ein selbständiger Verein.

## Atomics Teams
- 2. Bundesliga Herren
- Verbandsliga Herren
- Landesliga Herren (in Kooperation mit der französischen Baseballmannschaft Mulhouse Royals)
- Jugend
- Schüler
- T-Ball
- Barbecue Team (Freizeitmannschaft)

## Erfolge

### 1. Herrenmannschaft
- 1996 Meister in der Bezirksliga Baden-Württemberg
- 1999 Vizemeister in der Landesliga Baden-Württemberg
- 2000 Meister in der Landesliga Baden-Württemberg
- 2001 Vizemeister in der Verbandsliga und Aufstieg in die Regionalliga
- 2002 Meister in der Regionalliga Südost und Aufstieg in die 2. Bundesliga Süd
- 2003 4. Platz 2. Bundesliga Süd
- 2004 4. Platz 2. Bundesliga Süd
- 2005 5. Platz 2. Bundesliga Süd
- 2006 3. Platz 2. Bundesliga Süd
- 2006 Finalist Baden-Württemberg Pokal
- 2007 2. Platz und Aufstieg in die 1. Bundesliga Süd
- 2007 Finalist Baden-Württemberg Pokal
- 2009 3. Platz 2. Bundesliga Süd und Aufstieg in die 1. Bundesliga Süd
- 2017 Meister in der 2. Bundesliga Süd

### 2. Herrenmannschaft
- 2001 Vizemeister in der Bezirksliga Baden-Württemberg
- 2002 Meister in der Bezirksliga Baden-Württemberg
- 2006 2. Platz Landesliga
- 2007 Meister in der Landesliga und Aufstieg in die Verbandsliga
- 2009 Meister in der Landesliga und Aufstieg in die Verbandsliga

### 3. Herrenmannschaft
- 2006 2. Platz Bezirksliga
- 2007 Meister Bezirksliga und Aufstieg in die Landesliga
- 2009 Meister Bezirksliga und Aufstieg in die Landesliga

### T-Ball
- 2007 Baden-Württemberg Meister
- 2009 Baden-Württemberg Vize-Meister